# Jean-François Scala
Pour les articles homonymes, voir Scala.
Jean-François Scala est un footballeur français né le 28 août 1964 à Sète. Il évolue au poste de milieu de terrain.

## Palmarès
- Champion de Division 2 (B) en 1987 avec le Montpellier HSC[2]